# Melancholie der Engel
Melancholie der Engel es una película alemana de cine experimental dirigida y editada por Marian Dora, coescrita por Dora y Carsten Frank. Fue estrenada en mayo de 2009 en el Festival del miedo en Núremberg, Alemania. Fue proyectada en el Festival Internacional de Cine y Video Independiente de New York en octubre de 2009, donde ganó el premio al mejor largometraje internacional; fue proyectada en el Festival BUT en Países Bajos el 7 de junio de 2013. Es una cinta con numerosas críticas negativas relacionadas con la cinematografía, su temática repetitiva y su uso de crueldad animal.

## Argumento
La historia comienza con Katja, una mujer que da a luz a un niño que es decapitado por dos hombres misteriosos. Por otro lado, Katze es un hombre deprimido y con deseos suicidas que se reúne con su viejo amigo Brauth en una casa, el lugar es usado para dar rienda suelta a sus oscuros placeres. Los hombres conocen a dos adolescentes de 16 años de edad, Melanie y Bianca, ellas entran a una bar donde una mujer llamada Anja se une. Todo el grupo decide salir con Katze y divertirse, para juntos hacer cosas depravadas y horroríficas, como practicar la coprofilia, urolagnia, sexo desenfrenado e intentos de violación. El grupo se vuelve más libertino y comienzan a beber alcohol, fumar y consumir cocaína, es cuando cada uno comienza a tener pensamientos filosóficos sobre la naturaleza humana. Katze usa un escalpelo para cortar el pecho de Anja mientras ella sufre y vomita. Brauth, Melanie y Bianca miran fascinados y perplejos. La mañana siguiente el grupo viaja a una fábrica abandonada donde Brauth revela que a Katze no le queda mucho tiempo de vida, Melanie y Katze se separan del grupo y encuentran en el camino a una monja, que los lleva a una iglesia cercana. La monja comienza a rezar mientras Katze explora el lugar; mientras con el resto del grupo, Brauth viola a Anja y Melanie presencia la matanza de un cerdo.
Esa noche Katze sufre más con su enfermedad; mientras Brauth se harta de Clarissa, una chica en silla de ruedas, por lo que la golpea y abusa sexualmente de ella. Entrada la noche Bianca dice escuchar la voz de la muerte y Katze explora el lugar en busca del origen de la voz, sin encontrar nada. Al día siguiente Brauth encierra en un establo a Melanie y Bianca, donde más adelante acude Heinrich a violarlas, pero logran escapar durante el abuso. Tras ser violada por Heinrich, éste la lleva hasta el borde de un barranco, Clarissa se suicida arrojándose por el mismo. Anja encuentra el cuerpo de un cerdo mutilado y se excita al verlo. Bianca, a quien llaman «Blancanieves», es golpeada brutalmente por el grupo, su útero es removido con un cuchillo y es abandonada. Katze y Brauth asestan a Heinrich varias cuchilladas. Con los cuatro miembros restantes, celebran una orgía y queman vivo a Heinrich. Anja encuentra a Katze delirando y dolorido, mientras Bianca llega a la casa arrastrandose; Melania descubre una cinta que contiene la escena de dos hombres, que resultan ser Katze y Brauth y la mujer que se ve al principio de la película. Melanie destruye la cinta y usa la cinta para masturbarse, mientras Bianca es asesinada por Anja, Katze y Brauth. Finalmente una llama alcanza el rostro de Katze y lo deja ciego. Anja acude a la tumba de Katze, vivo cuando se enterró, deja una ofrenda y regresa con la monja, quienes parten hacia el horizonte.

## Elenco
- Zenza Raggi como Brauth.[5]
- Carsten Frank como Katze.[5]
- Janette Weller como Melanie.[5]
- Bianca Schneider como Bianca.[5]
- Patrizia Johann como Anja S.[2]
- Peter Martell como Heinrich.[2]
- Margarethe von Stern como Clarissa.[2]
- Martina Adora como Una monja.
- Marc Anton como Un monje.
- Tobias Sickert como Un hombre alto.
- Ulli Lommel como La voz de un ángel.
- Jens Geutebrück como Un sacerdote.

## Producción
La cinta se estrenó en formato directo a video con comentarios de los creadores, se publicaron dos partes, una titulada Reise nach Agatis, de 74 minutos de duración y producida por Engelfilm. La primera parte fue filmada del 27 al 29 de mayo de 2008 en Croacia, fue estrenada en diciembre de 2010 y publicada en DVD en abril de 2014 en Estados Unidos. En septiembre de 2011 fue nominada al Premio BUT del Festival de Cine en Breda, Países Bajos. La segunda parte titulada Documental Debris tiene 75 minutos de duración y se estrenó el 28 de septiembre de 2012 en Alemania, producida por Buna Films y distribuida por Werkmann Filmverlag. La cinta sigue la vida cotidiana de un hombre que trabaja en el set de la película Zombie Nation. Marian Dora recibió varias amenazas de muerte por su película.

## Recepción
El sitio Rotten Tomatoes le otorga a la cinta una aceptación del 45% con una calificación de 2.9 sobre 5 puntos. El sitio de críticas The Worldwide Celluloid Massacre escribió sobre la película: «no tiene un argumento definido, ni personajes entendibles ni racionales; es solo un grupo de personas trastornadas haciendo cosas desagradables, es una película "de arte" muy pretenciosa que pretende explorar la psique alemana». La cinta fue catalogada como «la más sobresaliente e innegable película hardcore de Alemania»; Severed Cinema también definió la película como «a pesar de lo repetitivo y su duración, es hermosamente filmada, con calidad lírica y llena de atrocidades sin nombre, desprovista de moralidad y una prueba de depravación y perversión». El sitio Horror News criticó la actuación y la cinematografía, además remarcó que «habla sobre eventos misteriosos, sobre el pasado y el futuro, pero la historia misma se pierde entre todo eso y termina siendo una película de escenas desagradables sin ningún significado». La película ganó el premio al mejor largometraje internacional del Festival Internacional de Cine y Video Independiente de New York en 2009.